# 神鷹之盾

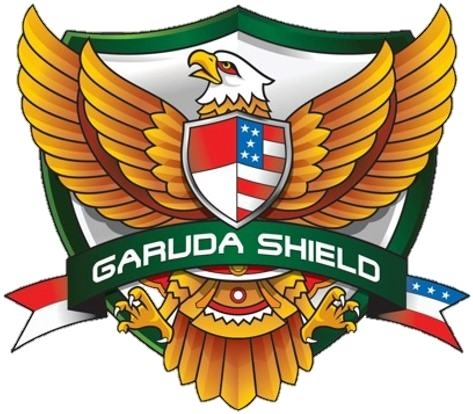
神鷹之盾盾徽

神鷹之盾（英語：Garuda Shield），或譯嘉魯達之盾、迦樓羅之盾。是美國和印度尼西亚间为期两周的联合演习。联合演习，在印度尼西亞舉行，旨在增强兩國的丛林作战能力。2007年，首次举行神鷹之盾演習。

## 超級神鷹之盾
2022年4月，舉辦自2009年以來最大規模的聯合演習，涵蓋日澳英等14國。該次演習又稱「超級神鷹之盾」（英語：Super Garuda Shield）。

## 腳註
1. ↑  印度尼西亞國徽上的金翅鳥，音譯為迦樓羅